# Lisa Rydberg
Lisa Sofia Rydberg, född 26 april 1978 i Sankt Matteus församling, Stockholms län, är en svensk violinist.
Hon började spela fiol vid fem års ålder och när hon var sexton år tilldelades hon Päkkos Gustafs stipendium. År 1999 blev hon utsedd till riksspelman och tilldelad Zornmärket i silver. Hon är utbildad vid Kungliga Musikhögskolan i Stockholm och är den första i Sverige som fått en kombinerad klassisk-/folkmusikutbildning på fiol.
I samarbete med organisten Gunnar Idenstam gav hon ut skivan Bach på svenska där de kombinerade barockmusik med svensk folkmusik. Hon har samarbetat med artister som Sofia Karlsson, Thomas Di Leva och Ulf Lundell och kan höras på många skivor i olika genrer (se hemsida). Rydberg är även medlem i turnerande gruppen Jul i folkton.
Tillsammans med dragspelaren Lisa Eriksson Långbacka bildades 2011 duon Lisas. Sedan dess har duon framträtt i Europa, USA och Kanada. De har båda rötterna i folkmusiken men är samtidigt förankrade i andra genrer. I deras kompositioner hörs spår av såväl barock som tango och nutida konstmusik.
Debutalbumet Fiddle & Accordion Conversations har hyllats av kritikerna och valts till ett av århundradets viktigaste folkmusikskivor i tidningen Lira samt tilldelats Manifestpriset 2018. Duon har samarbetat med artister som Lena Willemark, Sofia Karlsson, Staffan Hellstrand, Danska Radions kammarkör med flera.

## Diskografi (i urval)
- 2001 – Swedish Wedding Tunes
- 2002 – Vinterskrud
- 2003 – Östbjörka
- 2007 – Bach på svenska (med Gunnar Idenstam)
- 2014 – Bach på svenska: Tyska klockorna (med Gunnar Idenstam)
- 2018 - Fiddle & Accordion Conversations (LISAS)